# Otras voces, otros ámbitos
Otras voces, otros ámbitos (título original: Other Voices, Other Rooms) es una novela del escritor estadounidense Truman Capote. Fue publicada por primera vez por Random House, en 1948.
La novela es la primera publicada por Capote, a la edad de veintitrés años, contiene aspectos autobiográficos y se inscribe dentro del gótico sureño estadounidense. En Estados Unidos, se la ha considerado dentro de las novelas gays.

## La obra
Al morir su madre, Joel Fox va a vivir con su padre, que lo abandonó al nacer. Joel viaja desde Nueva Orleans a Misisipi, donde vivirá en una mansión en ruinas, en medio del campo.
Joel tiene trece años y es de carácter afeminado, en su nueva casa conoce a su madrastra Amy y al primo de ella, Randolph, un hombre que es gay. Se hace amigo de Idabel, que tiene una fuerte personalidad. A su padre no lo conoce hasta pasado un tiempo porque no le permiten hacerlo. Cuando lo conoce, se entera de que su padre es tetrapléjico y mudo. Ha quedado en ese estado al caer de las escaleras cuando, de forma accidental, Randolph le pegó un tiro.
El centro de la historia es la búsqueda de Joel (en el que Truman Capote se describe a esa edad) de un padre y de la aceptación de su propia homosexualidad.